# 로로의 모험
《로로의 모험》(Adventures of Lolo)는 닌텐도 초기의 퍼즐 게임으로, 1990년 1월 6일 일본에서 발매되었다. 이 게임의 등장인물 로로, 라라, 스컬라, 블라키는 이후 별의 커비 시리즈에서도 등장한다.